# Rafał Łętocha
Rafał Łętocha (ur. 1973) – politolog i religioznawca, doktor habilitowany nauk humanistycznych w zakresie nauk o polityce, nauczyciel akademicki Uniwersytetu Jagiellońskiego.

## Życiorys
Kierownik Zakładu Historii Stosunków Państwo-Kościół w Instytucie Religioznawstwa Uniwersytetu Jagiellońskiego, profesor nadzwyczajny i kierownik Zakładu Media, Komunikowanie i Polityka Międzynarodowa w Instytucie Politologii PWSZ w Oświęcimiu. Autor wielu książek.
Interesuje się historią relacji pomiędzy religią a sferą polityczną. Interesuje się również katolicką nauką społeczną.

## Ważniejsze publikacje
- Dobro, piękno, rozum i wiara w kontekście nauczania Jana Pawła II (współred. z Joachimem Diecem) (Oświęcim 2009)
- Katolicyzm a idea narodowa. Miejsce religii w myśli obozu narodowego lat okupacji (Lublin 2002)
- O dobro wspólne. Szkice z katolicyzmu społecznego
- Oportet vos nasci denuo. Myśl społeczno-polityczna Jerzego Brauna

Publikował ponadto w czasopismach: „Fronda”, „Glaukopis”, „Nomos”, „Nowy Obywatel”, „Nowa Myśl Polska”, „Państwo i Społeczeństwo”, „Politeja”, „Polityka Narodowa”, „Pressje”, „Przegląd Religioznawczy”, „Pro Fide Rege et Lege”, „Studia Judaica”, „Studia Religiologica”, „Templum Novum”.